# Krycí jméno Holec
Krycí jméno Holec je česko-rakouský film režiséra Franze Novotnyho z roku 2016. Vznikl volně na motivy povídky Jana Němce Italská spojka, příběh je smyšlený založený na skutečných událostech z roku 1968.

## Výroba
Film se natáčel v Rakousku a v Česku. Dne 5. října 2014 se v Praze na Vinohradské třídě před budovou Českého rozhlasu natáčela velká scéna odehrávající se 21. srpna 1968.
Koproducenty filmu jsou ORF a Česká televize.

## Obsazení
| Kryštof Hádek                                                             | Jan David   |
| Vica Kerekes (dabing mluveného slova Jolana Smyčková, zpěvu Eva Burešová) | Eva         |
| Johannes Zeiler (dabing Ladislav Županič)                                 | Helmut Zilk |